# Антуанетта Саксен-Альтенбургская
Антуанетта Шарлотта Мария Жозефина Каролина Фрида Саксен-Альтенбургская (нем. Antoinette Charlotte Marie Josephine Karoline Frida von Sachsen-Altenburg; 17 апреля 1838, Бамберг — 13 октября 1908, Берхтесгаден) — принцесса Саксен-Альтенбургская, в браке — герцогиня Ангальта.

## Биография
Антуанетта — дочь принца Эдуарда Саксен-Альтенбургского (1804—1852) от первого брака с Амалией (1815—1841), дочерью принца Карла Гогенцоллерн-Зигмарингена и Антуанетты Мюрат.
Антуанетта вышла замуж 22 апреля 1854 года в Альтенбурге за принца Фридриха (1831—1904), старшего сына Леопольда IV Ангальтского и Фридерики Вильгельмины Прусской. Свадьба состоялась из династических соображений, Антуанетта вышла замуж за одного из самых богатых немецких князей. По случаю бракосочетания были отчеканены памятные монеты.
В 1886 году в семье случилась трагедия: в Каннах неожиданно скончался наследник престола — принц Леопольд Фридрих Франц Эрнст (1855—1886).
В 1892 году герцогиня вместе со своей невесткой Марией способствовала основанию ангальтского заведения диаконисс (нем. Anhaltische Diakonissenanstalt).
В 1896 году была выпущена памятная медаль «25 лет правления герцога Ангальта Фридриха I», на которой была изображена и герцогиня Антуанетта.
В честь герцогини Антуанетты получили своё имя : Антуанеттенвег (Зельке) , Антуанеттенштрассе и лицей Антуанетты в Дессау.
В 1904 году герцогиня овдовела. Антуанетта Саксен-Альтенбургская скончалась в 1908 году и была похоронена в мавзолее Дессау, позднее перезахоронена на кладбище Цибигк.

## Дети
- Леопольд (1855—1886) — наследный принц, с 1884 года женат на Елизавете Гессен-Кассельской (1861—1955);
- Фридрих II (1856—1918)— герцог Ангальта, с 1889 года женат на Марии Баденской (1865—1939);
- Елизавета (1857—1933) — с 1877 года супруга великого герцога Адольфа Фридриха V Мекленбург-Стрелицкого (1848—1914);
- Эдуард (1861—1918) — герцог Ангальта, в 1895—1918 годах женат на Луизе Саксен-Альтенбургской (1873—1953);
- Ариберт (1864—1933) — регент Ангальта в 1918 году, в 1891—1900 годах женат на Марии Луизе Шлезвиг-Гольштейнской (1872—1956);
- Александра (1868—1958) — с 1897 года супруга князя Гюнтера Зиццо Шварцбурга (1860—1926)